# Riksdagen 1900
Riksdagen 1900 ägde rum i Stockholm.
Riksdagens kamrar sammanträdde i gamla riksdagshuset den 15 januari 1900. Riksdagsarbetet inleddes ceremoniellt genom riksdagens högtidliga öppnande i rikssalen på Stockholms slott den 18 januari. Första kammarens talman var Gustaf Sparre, andra kammarens talman var Robert De la Gardie. Riksdagen avslutades den 15 maj 1900.